# موری هیده‌ناری
موری هیده‌ناری (به ژاپنی: 毛利秀就 Mōri Hidenari) (۱۹ نوامبر، ۱۵۹۵ – ۲۴ فوریه، ۱۶۵۱) پسر موری تروموتو و یک دایمیوی ژاپنی در اوایل دوره ادو بود، که بر قلمروی چوشو حکومت می‌کرد.